# Thurnia sphaerocephala
Thurnia sphaerocephala là một loài thực vật có hoa trong họ Thurniaceae. Loài này được (Rudge) Hook.f. miêu tả khoa học đầu tiên năm 1883.